# NGC 526A
NGC 526A is een lensvormig sterrenstelsel in het sterrenbeeld Beeldhouwer. Het hemelobject ligt 240 miljoen lichtjaar (73,7 × 106 parsec) van de Aarde verwijderd. Het sterrenstelsel bevindt zich vlak bij NGC 526B.

## Synoniemen
- GC 309
- 2MASX J01235436-3503555
- ESO 352-66
- h 2408
- MCG -06-04-019
- PGC 5120
- NGC 526A
- AM 0121-351